# Château de Mont (Garnat-sur-Engièvre)
Pour les articles homonymes, voir Château de Mont.
Le château de Mont  est un édifice situé à Garnat-sur-Engièvre, en France.

## Localisation
Le château de Mont est situé sur le territoire de la commune de Garnat-sur-Engièvre, dans le département de l'Allier, en région Auvergne-Rhône-Alpes.

## Description
Le château est construit selon un plan en U pourvu de pavillons construits en briques au XVIIe siècle. Le bâtiment bas et massif dispose d’un rez-de-chaussée et d’un niveau de comble. L’accès du logis principal et des pavillons se fait par des portes assez étroites aux linteaux à arc surbaissé. Les larges toitures sont percées de lucarnes et surmontées de hautes cheminées de brique.

## Historique
Les registres paroissiaux permettent de savoir que résidaient dans la paroisse des seigneurs de La Charnaie (en 1682 Jacques de Cotigny, chevalier, était ainsi qualifié, puis à la suite en 1710, Henri de Cotignon, tandis que Jean-Louis, fils de Jacques, était surnommé « du Deffend »).